# Bratmobile
Bratmobile war eine US-amerikanische Punkgruppe aus der Riot-Grrrl-Bewegung der 1990er Jahre. Das Trio fand 1991 in Olympia zusammen. Die Frauenband wurde nicht zuletzt für ihre feministischen Texte bekannt. Von 2003 an waren Bratmobile nicht mehr aktiv; 2023 kündigten sie einen Auftritt beim Mosswood Meltdown Festival an.

## Geschichte
Gemeinsam mit Bikini Kill waren Bratmobile Proponentinnen der Riot-Grrrl-Revolution der frühen 1990er und wirkten im Umfeld von Gruppen wie Autoclave, Brownsteins Heavens to Betsy und Excuse 17 sowie Sleater-Kinney. In der Zusammensetzung Allison Wolfe (Gesang), Molly Neuman (Schlagzeug) und Erin Smith (Gitarre) debütierten sie bei der International Pop Underground Convention, einem Independent Musikfestival in Olympia – in der Erinnerung von Allison Wolfe am Valentinstag 1991. Bratmobiles erste LP, Pottymouth, erschien 1993, der BBC-Auftritt im Juli desselben Jahres wurde ein Jahr später als Peel Session veröffentlicht. Die Bandmitglieder gingen eine Zeit lang getrennte Wege in unterschiedlichen anderen Formationen, bis sie sich im März 1999 wieder zusammentaten, um als Vorgruppe von Sleater-Kinney zu spielen. Das Album Ladies, Women, and Girls kam im Herbst 2000 heraus, zwei Jahre später das dritte und bislang letzte Album.
Der Autor und Musikjournalist Greil Marcus attestierte der Band anlässlich des Erscheinens von Pottymouth „fun and experience“ und kam zu dem Schluss, weniger seien es die einzelnen Nummern, die im Gedächtnis blieben, als vielmehr „the thrill of making“, der ihnen allen eigen sei, sowie Humor und Unflätigkeit.
The Real Janelle war eine Abrechnung mit Ben Weasel und dem Screeching-Weasel-Song Janelle. Auf Basis der Surf-Rock-Elemente, welche die Gitarristin einbrachte, spielte die Sängerin mit Rock-’n’-Roll-Tropen: So wurde Kritik an Weasels überholten Denkschemata in eine tanzbare „Hymne“ gepackt. Dies nahm man als Weiterentwicklung der „hibbeligen Agitation“ von Pottymouth wahr.
Bratmobile habe in den Neunzigern einige der „wildesten und witzigsten“ Singles herausgebracht, urteilte die Musikzeitschrift Rolling Stone retrospektiv und meinte damit Titel wie Cool Schmool, Queenie oder Kiss and Ride. Vom Debütalbum Pottymouth wurden die Nummern P.R.D.C.T. (“Punk Rock Dream Come True”) und die als „gender-flipped bash“ charakterisierte Coverversion von Cherry Bomb (The Runaways) hervorgehoben.
Auf dem Hamburger Webradiosender ByteFM hieß es, als sich das Erscheinen von Ladies, Women and Girls (VÖ 24. Oktober 2000) zum zwanzigsten Mal jährte, Bratmobile habe mit dieser LP „eines des besten Riot-Grrrl-Alben gemacht“. Als Beispiel herausgegriffen wurde der Song Gimme Brains, in welchem die Bandfrauen „mit Handclaps und Lo-Fi-Rotz“ Hirn einforderten.
Für den Musiker Thurston Moore (Sonic Youth) wiederum ist und bleibt The Peel Session das herausragende Album von Bratmobile: Die drei Studioalben seien „hep“ auf ihre Weise, aber auf seinem, Moores, Favoriten seien die Musikerinnen „alive + frantik in a very punked + telling way“; über Make Me Miss America meinte Moore in der Zeitschrift Artforum zudem, das Lied sei „schön und heldenhaft“.

## Bandname
Neuman und Wolfe, die das Zine Girls Germs herausgaben und dort unter anderem Interviews mit Bands wie Calamity Jane oder 7 Year Bitch publizierten, planten, selbst eine Band zu gründen: Diese sollte Musik und Feminismus verbinden. Nachdem sie Batman (1989) von Tim Burton gesehen hatten, kamen sie (über das „Batmobile“) auf „Bratmobile“, womit sie als Superheldinnen-Paar auftreten würden.
Das englische Nomen brat heißt so viel wie Fratz, Gör; Merriam-Webster definiert den Ausdruck als “an ill-mannered annoying child, an ill-mannered immature person” (ein nerviges Kind / eine unreife Person mit schlechtem Benehmen).

## Diskografie

### Alben
- 1993: Pottymouth (LP/CD/CS, Kill Rock Stars)
- 1994: The Real Janelle (LPEP/CDEP, Kill Rock Stars)
- 1994: The Peel Session (Livealbum CDEP, Strange Fruit)
- 2000: Ladies, Women and Girls (CD/LP, Lookout! Records)
- 2002: Girls Get Busy (CD/LP, Lookout! Records)

### Singles und Split-Singles
- 1992: Kiss & Ride (Single, Homestead Records)

- mit Tiger Trap (4-Letter Words)
- mit Heavens to Betsy (K Records)
- mit Brainiac (12X12)
- mit Veronica Lake (Simple Machines)

### Unselbständige Veröffentlichungen
- Kill Rock Stars (Kompilation, CD/LP, Kill Rock Stars)
- A Wonderful Treat (Kompilation Cassette)
- The Embassy Tapes (Cassette)
- Throw (Kompilation CD, Yoyo Recordings)
- International Pop Underground (Live LP/CD/CS, K Records)
- Neapolitan Metropolitan (Boxed 7" Set, Simple Machines)
- Teen Beat 100 (Kompilation 7", Teen Beat)
- Julep (Kompilation LP/CD, Yo Yo)
- Wakefield Vol. 2 (V/A CD Boxed Set, Teen Beat)
- Plea for Peace Take Action (Kompilation CD, Sub City)
- Boys Lie (Kompilation CD, Lookout! Records)
- Yo Yo A Go Go 1999 (Kompilation CD, Yoyo Recordings)
- Lookout! Freakout Episode 2 (Kompilation CD, Lookout! Records)
- Songs for Cassavetes (Kompilation CD, Better Looking Records)
- Lookout! Freakout Episode 3 (CD, Lookout! Records)
- Turn-On Tune-In Lookout! (DVD, Lookout! Records)

## Rezeption
Das Computerspiel Gone Home (2013) verwendete Musik von Bratmobile (sowie von Heavens to Betsy) als Sound.